# Atlanta (Texas)
Atlanta es una ciudad ubicada en el condado de Cass en el estado estadounidense de Texas. En el Censo de 2010 tenía una población de 5.675 habitantes y una densidad poblacional de 173,18 personas por km².

## Geografía
Atlanta se encuentra ubicada en las coordenadas 33°6′48″N 94°10′3″O / 33.11333, -94.16750. Según la Oficina del Censo de los Estados Unidos, Atlanta tiene una superficie total de 32.77 km², de la cual 32.38 km² corresponden a tierra firme y (1.19%) 0.39 km² es agua.

## Demografía
Según el censo de 2010, había 5.675 personas residiendo en Atlanta. La densidad de población era de 173,18 hab./km². De los 5.675 habitantes, Atlanta estaba compuesto por el 64.99% blancos, el 30.19% eran afroamericanos, el 0.44% eran amerindios, el 0.6% eran asiáticos, el 0% eran isleños del Pacífico, el 2.06% eran de otras razas y el 1.73% pertenecían a dos o más razas. Del total de la población el 4.05% eran hispanos o latinos de cualquier raza.